# Сграффито
Сграффи́то (итал. sgraffito), или граффи́то (итал. graffito — процарапанный), — техника изображения и разновидность декорирования, которая заключается в нанесении на основу, например кирпичную стену или поверхность керамического изделия, двух и более различных по цвету слоёв кроющего материала (цемента, штукатурки, ангоба) с последующим частичным процарапыванием по заданному рисунку. Сграффито следует отличать как от техники росписи, так и от мозаики. Толщина слоёв сграффито обычно не превышает 1 см, что для глаза почти незаметно. Столь малая рельефность не позволяет отнести эту технику и к рельефному изображению. Она вполне самобытна, относительно проста, не требует особых затрат и незаменима во влажном климате, если речь идёт о декорировании наружных стен зданий, где непригодны традиционные фресковые росписи.

## Этимология
Слово «сграффито» происходит от итальянского graffiare и означает «царапать, выскребать». Итальянское слово заимствовано из греческого γράφειν («писать»). Однокоренным является слово «граффити».

## История
Техника сграффито зародилась в античности, её использовали в Средневековье, но более всего в эпоху итальянского Возрождения, особенно в период кватроченто. В городах Италии, главным образом в Тоскане (Флоренции, Пизе, Лукке), на стены зданий наносили слой серого цемента, а поверх него — белую штукатурку. Иногда рисунок процарапывали до красного цвета кирпичных стен, но чаще оставляли двуцветным, похожим на роспись гризайлью.
Возрождение техники сграффито после долгого забвения происходило в эпоху ар-нуво, деятельности художников объединений «Искусства и ремёсла», венского Сецессиона (около 1890—1915 годы). Среди произведений этого периода можно назвать:
- Керамические панели на Гран Мезон де Блан[фр.] 1897 года на Кикенмаркт в Брюсселе архитектора Оскара Франсуа и художника Анри Прива-Ливмонта[4][5].
- Особняк Альбера Сомберлани[фр.] в Брюсселе архитектора Поля Анкара, 1897 год.
- Дом Коши[англ.] (1905 год) в Брюсселе архитектора Поля Коши[фр.].
- Керамический тимпан «Посвящение Праге» на Общественном доме в Праге архитектора Освальда Поливки[чеш.] и художника Карела Шпиллара, 1905—1912 годы.

### В России
Традиционное русское искусство не знало техники сграффито. К этой технике обратились в 1925 году на монументальном отделении Московского ВХУТЕИНа. Монументальные композиции в технике сграффито получили распространение в позднесоветский период, когда ими украшали торцы и фасады общественных зданий. Темы диктовались стилем советской эпохи — учёные, космонавтика, наука и просвещение, военная тематика. Известная композиция в технике сграффито находится в Государственном музее истории космонавтики имени К. Э. Циолковского.

## Процесс изготовления
Простейший способ создания двуцветного сграффито — нанесение на стену здания одного слоя цветной штукатурки, покрытой в сыром состоянии слоем извести, поверх которой также в сыром состоянии процарапывают рисунок, чтобы обнажить нижний слой штукатурки иного цвета. В результате получается двуцветный рисунок.
Техника сграффито включает множество различных приёмов — от простейших до сложных. Для получения многоцветного сграффито на стену наносят несколько различающихся по цвету слоёв штукатурки (штукатурку окрашивают пигментами); затем её соскребают на разную глубину, чтобы обнажить слой с нужным цветом. Светлые слои штукатурки помещают над тёмными.
Накрывочный слой делают на цветных известково- и цементно-песчаных растворах и набрасывают или намазывают. Толщина нижнего слоя 5—6 мм, а последующих — до 3 мм. Рисунок процарапывают в день выполнения накрывки. Такие композиции трудоёмки, их трудно корректировать, поэтому для выполнения изображения в технике сграффито часто используют трафарет, чтобы избежать ошибок. По окончании процарапывания рисунка поверхность штукатурки аккуратно обметают кистью или мягкой щёткой. Художники часто обращаются к смешанной технике: сочетанию сграффито и мозаики, инкрустируя в сграффито цветные керамические элементы.
Обычно сграффито применяют при украшении фасадов крупных зданий в виде фриза или панно. В технике сграффито декорированы наружные стены многих ренессансных построек, дворцов и замков в странах Центральной Европы, таких как Литомишльский замок (Чехия) и замок Красицких (Польша).

## Галерея
- Деталь фасада Палаццо деи Кавальери. Пиза
- Фрагмент сграффито на Золотом доме в Шарлеруа
- Декор фасада Палаццо Бьянка Каппелло. Флоренция
- Двухцветное сграффито на стене замка Бржезнице, Чехия
- Дом в австрийском Вайтра
- Дом Коши в Брюсселе
- Сграффито на фасаде общежития Млада-гарда в Братиславе